# Nikolai församling
Se även Örebro Nikolai församling, S:t Nikolai församling (Halmstad), Sankt Nikolai församling, Stockholms stift och Sankt Nicolai kyrka.
Nikolai församling var en församling i Strängnäs stift och i Nyköpings kommun i Södermanlands län. Församlingen uppgick 1953 i Nyköpings Sankt Nicolai församling.

## Administrativ historik
Församlingen har medeltida ursprung under namnet Sankt Nicolai församling som 1940 namnändrades till Sankt Nikolai församling som sedan 1941 namnändrades till detta namn. Församlingen var mellan 1942 och 1953 uppdelad i två kyrkobokföringsdistrikt: Nikolai kbfd (048003 för delen i Nyköpings stad och 048102 för delen i Oxelösunds stad) och Oxelösunds kbfd (048101).
Församlingen var till 1953 annexförsamling i ett pastorat med Nyköpings västra församling. Ur församlingen utbröts 1953 Oxelösunds församling och den återstående delen uppgick vid samma tid i Nyköpings Sankt Nicolai församling.

## Komministrar
| Ämbetstid | Namn                          | Levnadstid | Övrigt                                        |
| --------- | ----------------------------- | ---------- | --------------------------------------------- |
| 1588      | Carolus Nicolai               |            |                                               |
| 1593–1613 | Andreas Haquini               | –1613      |                                               |
| 1615–1622 | Petrus Laurenii               |            | Senare kyrkoherde i Runtuna församling.       |
| 1622–1643 | Laurentius Hemmingii          |            |                                               |
| 1654–1657 | Anundus Birgeri Regnerus      | –1657      |                                               |
| 1658–1668 | Nikolaus Laurentii Aesthenius |            | Senare kyrkoherde i Mariefreds församling.    |
| 1668–1687 | Andreas Nicolai Geringius     | 1635–1687  |                                               |
| 1688–1699 | Johannes Petri Strengnelius   |            | Senare kyrkoherde i Lerbo församling.         |
| 1700–1704 | Jonas Nyberg                  | –1704      |                                               |
| 1704–1709 | Andreas Petri Wincke          | 1665–1709  |                                               |
| 1710–1713 | Johannes Kumblaeus            |            | Senare kyrkoherde i Ytterselö församling.     |
| 1713–1738 | Olaus Lindqvist               |            | Senare kyrkoherde i Södertälje församling.    |
| 1738–1747 | Johannes Ekman                | –1747      |                                               |
| 1749–1750 | Carolus Enhörning             |            | Senare kyrkoherde i Tuna församling.          |
| 1750–1763 | Andreas Wirell                | –1760      |                                               |
| 1763–1782 | Olof Broman                   |            | Senare kyrkoherde i Tuna församling.          |
| 1782–1788 | Anders Landelius              |            | Senare kyrkoherde i Lilla Mellösa församling. |
| 1788–1814 | Lars Ingemund Marelius        | 1746–1814  |                                               |
| 1817–1829 | Johan Henrik Lindblad         |            | Senare kyrkoherde i Vallby församling.        |
| 1829–1833 | Fredrik Fröberg               |            | Senare kyrkoherde i Lunda församling.         |
| 1833–1835 | Per Jonas Jonsson             |            | Senare kyrkoherde i Husby-Rekarne församling. |
| 1835–1844 | Anders Larsson                |            | Senare kyrkoherde i Enhörna församling.       |
| 1844–1863 | Per Julin                     | 1803–1863  |                                               |
| 1865–1871 | Erik Eriksson                 |            | Senare kyrkoherde i Järna församling.         |
| 1871–1884 | Johan Blomqvist               |            | Senare kyrkoherde i Svennevads församling.    |
| 1885–1892 | Johan August Dahlbom          |            | Senare kyrkoherde i Mörkö församling.         |
| 1892–1898 | Gustaf Wilhelm Leonard Revel  | 1850–      |                                               |

## Organister
Lista över organister.
| Verksam        | Namn                     | Levnadstid | Övrigt                 |
| -------------- | ------------------------ | ---------- | ---------------------- |
| 1620-1626      | Håkan Persson            | -1637      | Organist.              |
| 1626-1628      | Christijan Holzhöter     |            | Organist.              |
| 1628-1634/1635 | Franz Behr               | -1638      | Organist.              |
| 1639           | David                    |            | Organist               |
| 1654           | Christoffer N. Vor       |            | Organist               |
| -1680          | Tomas Arnodlt            |            | Organist               |
| 1681-1691      | Johan Ross den yngre     |            | Organist               |
| 1691-1718      | Petter Sommar            |            | Organist               |
| 1734-1736      | Petter Holléen           | –1736      | Organist               |
| 1740-1772      | Leonard Rolin            | 1703-      | Organist.              |
| 1752           | Carl Hasselgren          | 1721-1779  | Organist               |
| 1774-1785      | Carl Eric Rolin          | 1752-1785  | Organist               |
| 1786-1788      | Carl Moberg              |            | Organist               |
|                | Carl Johan Moberger      | 1762-1844  | Organist               |
| 1790-1834      | Johan Fredrik Kjellström | –1834      | Organist               |
| 1834–1858      | Erik Olof Kjellström     | 1806–1858  | Organist.              |
| 1859–1892      | Carl August Forssberg    | 1820–1892  | Organist och kantor.   |
| 1892–1896      | Anders Gustaf Andersson  | 1836–1896  | Organist och klockare. |

## Kyrkor
- Sankt Nicolai kyrka
- Stjärnholms kyrka